# 조르나우 다 반지
《조르나우 다 반지》(포르투갈어: Jornal da Band)는 브라질의 저녁 뉴스 프로그램이다.